# МР-355
МР-355 — травматичний пістолет, вироблений Іжевським механічним заводом, шляхом переробки бойових автоматичних пістолетів Стечкіна (АПС).

## Переваги
Пістолет виробляється шляхом переробки з бойових АПС, які, в свою чергу, високо цінуються в силових структурах країн колишнього СРСР, що надає високу історичну і колекційну цінність зброї. Також він має хорошу продажну комплектацію, в комплекті йдуть два оригінальних магазини, з обмежувачем на 10 патронів, і оригінальна кобура-приклад.

## Недоліки
Великі габарити пістолета і висока вага (1,22 кг) роблять його мало придатним для скритного носіння та активної самооборони. Відповідно до криміналістичними вимогами пістолет має в стволі дві вварені перепони (зуби), конусоподібної форми, що не дозволяють вистрілити твердим предметом (бойовою кулею). Крім того, в стволі є дулове звуження (чок) — це негативно позначається на потужності зброї. Пістолет має високу роздрібну ціну, від 35000 рублів.